# Bliss (film 1985)
Bliss è un film del 1985 diretto da Ray Lawrence, al suo esordio alla regia, tratto dal romanzo Estasi (1981) di Peter Carey, anche co-sceneggiatore del film assieme allo stesso Lawrence.
È stato presentato in concorso al 38º Festival di Cannes.

## Trama
Harry Joy è un uomo estremamente comune e benvoluto da tutti, con l'unica abilità di "saper raccontare storie". Un giorno, al termine di un pranzo di famiglia, collassa nel giardino di casa e ha un'esperienza extracorporea in cui viene punito per la sua condotta di vita. Rianimato dai paramedici dopo qualche minuto, si convince di essere morto e finito all'Inferno: è infatti perseguitato da visioni orrifiche e continue disavventure, oltre che dalla scoperta che sua moglie lo tradisce con un collega e che il figlio adolescente è uno spacciatore a cui sua figlia più grande concede favori sessuali in cambio della droga.
Scappato di casa, l'incontro con una prostituta di larghe vedute, Honey Barbara, spinge Harry a credere nel karma e voler migliorare la propria vita successiva: abbandonato il suo lavoro da dirigente pubblicitario per conto di una grande azienda di petrolchimici perché vende prodotti cancerogeni, vorrebbe dedicarsi con Barbara all'apicoltura nella comune boschiva di lei. La moglie e il suo amante cercano però di farlo rinchiudere in un manicomio per contenere i danni e riaprire il contratto sui petrolchimici. Alla fine Harry è costretto ad accontentarli pur di continuare a stare con Barbara, di cui si è innamorato, ma lei lo abbandona, amareggiata dal fatto che sia tornato alla vecchia vita di prima. Sua moglie scoprirà poi di essersi ammalata di cancro a forza di aver trattato petrolchimici e si vendicherà coi rappresentanti dell'azienda in un attacco suicida.
Per riconquistare Barbara, Harry si stabilisce a debita distanza nella comune, in attesa per anni che il suo regalo segreto all'amata, un particolare tipo di eucalipto che ne produce il miele preferito, germogli, convincendola dunque della sincerità del pentimento. Molti anni dopo, finisce di raccontare la storia sua e di Barbara alla loro figlia, poco prima di morire in modo simile a quello dell'inizio, ma in pace.

## Produzione
Ray Lawrence e Peter Carey si erano conosciuti quando entrambi lavoravano in campo pubblicitario, e avevano scritto assieme due sceneggiature per il cinema, Spanish Pink e Dancing on Water (la seconda tratta dal racconto di Carey Life and Death in the South Side Pavilion, contenuto nella raccolta del 1974 The Fat Man in History).
Dopo averle sottoposte senza successo a Phillip Adams, era stato il turno del produttore Anthony Buckley, che, nonostante credesse in entrambi i progetti, non era riuscito a raccogliere i soldi necessari. Dato che nel frattempo Carey era riuscito a pubblicare il suo romanzo d'esordio, Estasi, vincendovi il prestigioso Miles Franklin Award, Buckley ha suggerito di trasporre quest'ultimo per il cinema, sfruttandone la fama ancora recente; dopo averne opzionato i diritti nel gennaio 1983, ha finanziato il film attraverso il programma statale 10BA. Nell'ottobre dello stesso anno, Lawrence ha girato uno screen test in 35mm con Barry Otto e Lynette Curran per convincere ulteriori investitori.
Le riprese del film si sono tenute nell'ottobre 1984 nel Nuovo Galles del Sud (nonostante fosse ambientato in Queensland), dopo due settimane di prove, e sono durate in tutto undici settimane. In totale, il film ha avuto un budget di 3,4 milioni di dollari.

## Distribuzione
Il film è stato presentato in anteprima il 18 maggio 1985 in concorso alla 38º edizione del festival di Cannes. In seguito all'accoglienza ivi ricevuta, Lawrence ha tagliato circa venti minuti del film, riducendone la durata a 112 minuti. Tuttavia, il film ha comunque faticato a ottenere una distribuzione in Australia a causa del divieto categorico ai minori di 18 anni (poi revocato) impostogli dall'Office of Film and Literature Classification a causa delle scene d'incesto presenti, costringendo il produttore Buckley a curare da sé la distribuzione della pellicola.

### Home video
La versione originale di 130 minuti è stata distribuita in DVD assieme a quella cinematografica col nome di director's cut da Umbrella Entertainment nel maggio 2010. Il restauro del film ad opera del National Film and Sound Archive è stato presentato in anteprima al Sydney Film Festival il 14 giugno 2016.

## Accoglienza

### Incassi
Nonostante le pesanti limitazioni di distribuzione, il film si è dimostrato un «successo inaspettato nel circuito dei cinema d'essai» grazie al passaparola positivo di cui ha goduto fin da subito tra il pubblico e ha finito per rimanere in sala per sei mesi, incassando 1,2 milioni di dollari al botteghino australiano.

### Critica
Alla prima proiezione del film al festival di Cannes, più di un quarto delle circa 2000 persone presenti hanno abbandonato la sala prima della fine; l'accoglienza da parte della critica è stata pressoché unanimemente negativa. Tullio Kezich, scrivendo per Repubblica, l'ha definito «un minimo storico di qualità» per il Festival, scrivendo: «unico esordio fra i venti film in concorso, quest'opera prima [...] non fa certo voglia di vederne una seconda e dovrebbe propiziare il ritorno dell'autore alla professione di pubblicitario [...] quante stupidaggini e stonature per arrivare a queste conclusioni dopo centotrenta minuti di film».
Alla sua uscita in patria, il film è stato accolto dalla stampa australiana in maniera più positiva parallelamente al successo riscontrato tra il pubblico, pur non lesinando polemiche su contenuti ritenuti controversi. Nel corso degli anni, Bliss ha finito per godere via via di una reputazione critica sempre maggiore in Australia, fino a venire definito un film di culto. Il critico del Sydney Morning Herald e direttore del Sydney Film Festival Paul Byrnes ne ha parlato come di:

## Riconoscimenti
- 1985 - Festival di Cannes[12]
  - In concorso per la Palma d'oro
- 1985 - AFI Awards[13]
  - Miglior film
  - Miglior regista a Ray Lawrence
  - Migliore sceneggiatura non originale a Ray Lawrence e Peter Carey
  - Candidatura per il miglior attore a Barry Otto
  - Candidatura per la miglior attrice a Lynette Curran
  - Candidatura per il miglior attore non protagonista a Jon Ewing
  - Candidatura per la miglior attrice non protagonista a Kerry Walker
  - Candidatura per la migliore fotografia a Paul Murphy
  - Candidatura per il miglior montaggio a Wayne LeClos
  - Candidatura per la miglior colonna sonora originale a Peter Best
  - Candidatura per la migliore scenografia a Owen Paterson e Wendy Dickson
  - Candidatura per i migliori costumi a Helen Hooper
  - Candidatura per il miglior sonoro a Dean Gawen, Peter Fenton, Phil Heywood, Gary Wilkins, Helen Brown e Ron Purvis